# Zgrada starog Doma zdravlja (Dugo Selo)
Zgrada starog Doma zdravlja (Dugo Selo), zgrada u mjestu i gradu Dugom Selu, zaštićeno kulturno dobro.

## Opis
Zgrada starog Doma zdravlja nalazi se u središnjem dijelu naselja Dugo Selo. To je slobodnostojeća jednokatnica pravokutne tlocrtne osnove sagrađena krajem 19. stoljeća. Građena je od opeke i kamena te je zaključena četverostrešnim krovištem s pokrovom od biber crijepa. Svojim glavnim južnim pročeljem orijentirana je na zelenu površinu kojom dominiraju stabla kestena. Primjer je reprezentativne gradske arhitekture javne namjene koja očituje stilske karakteristike kasnog historicizma te ima kulturno-povijesnu, arhitektonsku i ambijentalnu vrijednost.

## Zaštita
Pod oznakom P-5393 zavedena je kao nepokretno kulturno dobro - pojedinačno, pravna statusa zaštićena kulturnog dobra, klasificirano kao "kulturno-povijesna cjelina".

## Vanjske poveznice
- Zgrada starog Doma zdravlja (konačno) u vlasništvu Dugog Sela